# Den rigeste pige i verden
Den rigeste pige i verden (originaltitel The Richest Girl in the World) er en amerikansk romantisk komediefilm fra 1934, instrueret af William A. Seiter. Den har Miriam Hopkins og Joel McCrea i hovedrollerne.
Manuskriptet blev skrevet af Norman Krasna, der blev nomineret til en Oscar for bedste historie i 1935.
Filmen blev genindspillet i 1944 som Bride by Mistake med Laraine Day og Alan Marshal.